# Cyclophora namurcensis
Cyclophora namurcensis là một loài bướm đêm trong họ Geometridae.